# Quercus polymorpha
Quercus polymorpha, el roure blanc mexicà, és una espècie de roure que pertany a la família de les fagàcies i està classificat dins de la secció dels roures blancs.

## Distribució
Quercus polymorpha creix del sud-est de Texas (EUA) fins a Hondures.